# Argophyllaceae
Argophyllaceae es una familia de angiospermas pertenecientes al orden Asterales. Se distribuyen en Australia. 

## Descripción
Son arbustos o árboles. Las hojas simples, pecioladas, alternas están dentadas o lisas. Con estípulas ausentes. La mayoría forman inflorescencias en racimos, a veces se reducen y las flores nacen en racimos pequeños. Son hermafroditas, las flores con simetría radial. Los sépalos están fusionados sólo en la mitad inferior y rara vez son totalmente libres. Los pétalos están sueeltos o fusionados, con escamas membranosas en la base. Los estambres son ligeramente más cortos que los pétalos. El ovario es inferior o semi-inferior. Las dos especies tienen diferentes frutas, ver géneros .

## Taxonomía
La familia fue descrita por (Engl.) Takht. y publicado en Sistema Magnoliofitov 208. 1987. El género tipo es: Argophyllum.

## Géneros
- Argophyllum
- Corokia